# Crazy World
Crazy World (с англ. — «Безумный мир») — одиннадцатый студийный альбом немецкой рок-группы Scorpions, вышедший 6 ноября 1990 года.
Многие критики оценивают этот альбом как один из лучших в творчестве группы. Именно в него вошли такие известные композиции, как «Wind of Change» и «Send Me an Angel».
Альбому был присвоен мультиплатиновый статус от RIAA за тираж более 2 000 000 экземпляров в августе 1995 года.
Диск занял 21-е место в американском чарте Billboard 200.

## История создания
После записи предыдущего альбома Savage Amusement группа рассталась со своим постоянным продюсером Дитером Дирксом, с которым сотрудничала ещё с середины 1970-х годов. По словам Рудольфа Шенкера, это произошло потому, что Диркс хотел сделать альбом, как у Матта Ланга, из-за успеха Def Leppard. «Он хотел сэмплов, программирования… всего такого. Если послушать Savage Amusement, то он совершенно стерилен», — сказал Шенкер в интервью журналу Classic Rock.
Лишившись Диркса у пульта, Scorpions сначала обратились к Брюсу Фэйрберну, работа с которым также была неудачной, а затем выбрали американского продюсера Кита Олсена. К работе над альбомом группа также привлекла уважаемого музыканта и поэта-песенника Джима Вэлланса, который стал соавтором 7 из 11 треков альбома .
В начале 90-х годов Scorpions стояли на пороге грандиозной музыкальной революции с гранжем и альтернативным роком. Почти все группы, выступавшие в том же жанре, что и Scorpions в 80-х, в 90-е пришли в упадок. Клаус Майне вспоминал: «Если бы этот альбом провалился, это легко могло бы стать концом и для нас. Успех „Wind Of Change“ помог нам выжить… и это был первый альбом, записанный нами без Дитера».

## Об альбоме
Открывающая альбом песня «Tease Me, Please Me» начинается мощным гитарным соло, чистым и электрическим. В песне рассказывается о том, что жизнь рок-звезды — это излишества и стремление к желаемому в настоящем, не задумываясь о будущем и о том, как принятые решения повлияют на тебя. В ноябре 1990 года группа выпустила эту песню первым синглом из альбома Crazy World.  
Песня «Wind of Change» стала, по мнению многих критиков, одной из самых монументальных и самых узнаваемых пауэр-баллад всех времен, а также коммерческой вершиной Scorpions. Вдохновлённая падением Берлинской стены и политическими потрясениями в Европе в конце 1980-х, эта песня стала символом надежды и свободы. Мелодичный свист, открывающий песню, мгновенно узнаваем, а текст отражает атмосферу перемен и оптимизма той эпохи. «Это гимн историческим переменам», — сказал вокалист Клаус Майне, автор песни, в книге Мартина Попоффа «Wind of Change: The Scorpions Story». «Здесь, в нашей стране, когда пала Берлинская стена, так много людей, на Востоке и на Западе… считают её саундтреком к этому историческому моменту. Так что это очень важная песня». В начале 1991 года песня была выпущена третьим синглом с пластинки. И хотя песня «Wind of Change» достигла лишь четвёртого места в чарте Billboard Hot 100, она стала мировым хитом, возглавив чарты во многих европейских странах и обеспечив Scorpions их самым большим хитом на тот момент. За прошедшие годы Scorpions также записали эту песню на русском и испанском языках и исполняли её в различных составах с оркестрами, детскими хорами и даже дуэтом с испанским оперным тенором Хосе Каррерасом.
Завершающая альбом песня «Send Me an Angel» — одна из самых нежных и поэтичных баллад Scorpions из альбома Crazy World. Песня с её задумчивым текстом и меланхоличным тоном — это мольба о наставлении и защите в трудные времена. По мнению журнала Billboard, её простая мелодия и эмоциональный вокал Клауса Майне создают интимную и трогательную атмосферу. Песня имела огромный коммерческий успех и до сих пор остаётся любимицей фанатов.  
В целом, по мнению музыкального обозревателя Эдуардо Ривадавиа, альбом Crazy World стал примером успешного возрождения классического мелодичного хард-рокового звучания Scorpions 80-х, приправленного пикантными текстами и речевыми оборотами, о чем свидетельствуют такие энергичные треки, как «Don’t Believe Her», «Lust or Love» и «Kicks After Six», а также рок-композиции в среднем темпе, такие как «To Be With You in Heaven», «Restless Nights» и заглавный трек.  

## Критика
Журнал Classic Rock считает Crazy World лучшим альбомом Scorpions 90-х и отмечает, что его песни сохранили тесную связь с прошлым: такие треки, как «Tease Me Please Me», «Don’t Believe Her» и «Lust Or Love», вполне подошли бы альбому Animal Magnetism, а песня «Send Me An Angel» входит в число лучших баллад группы. 
Как пишет онлайн-издание Ultimate Classic Rock, после неудачного альбома Savage Amusement, ориентированного на поп-метал, Scorpions снова нашли свой путь. Новый продюсер Кит Олсен призвал всех привнести свои мелодии, а также привлёк известного специалиста по музыке Джима Вэлланса. Получившийся альбом Crazy World, дополненный мегасинглом «Winds of Change», по мнению музыкального критика, стал квинтэссенцией творчества Scorpions. 
Музыкальный журнал Brave Words полагает, что Crazy World — это один из величайших альбомов хард-рока той эпохи, который стал заключительным релизом в замечательной серии успеха записей Scorpions 1980-х годов. Crazy World был последним альбомом с участием басиста Фрэнсиса Бухгольца, и последним, в котором был представлен весь классический состав группы. 

## Участники записи
- Клаус Майне — вокал
- Рудольф Шенкер — гитара, бэк-вокал
- Маттиас Ябс — гитара, talk box, бэк-вокал
- Френсис Бухгольц — бас-гитара, бэк-вокал
- Герман Раребелл — ударные, бэк-вокал

## Список композиций
| #  | Оригинальное название    | Музыка / Слова                                               | Время |
| -- | ------------------------ | ------------------------------------------------------------ | ----- |
| 1  | Tease Me Please Me       | Клаус Майне, Маттиас Ябс, Герман Раребелл, Джим Воллэнс,     | 4:46  |
| 2  | Don’t Believe Her        | Клаус Майне, Рудольф Шенкер, Герман Раребелл, Джим Воллэнс   | 4:55  |
| 3  | To Be with You in Heaven | Клаус Майне, Рудольф Шенкер                                  | 4:51  |
| 4  | Wind of Change           | Клаус Майне                                                  | 5:13  |
| 5  | Restless Nights          | Клаус Майне, Рудольф Шенкер, Герман Раребелл, Джим Воллэнс   | 5:48  |
| 6  | Lust or Love             | Клаус Майне, Герман Раребелл, Джим Воллэнс                   | 4:22  |
| 7  | Kicks After Six          | Клаус Майне, Герман Раребелл, Френсис Бухгольц, Джим Воллэнс | 3:49  |
| 8  | Hit Between the Eyes     | Клаус Майне, Рудольф Шенкер, Герман Раребелл, Джим Воллэнс   | 4:34  |
| 9  | Money and Fame           | Маттиас Ябс, Герман Раребелл                                 | 5:07  |
| 10 | Crazy World              | Клаус Майне, Рудольф Шенкер, Герман Раребелл, Джим Воллэнс   | 5:08  |
| 11 | Send Me an Angel         | Клаус Майне, Рудольф Шенкер                                  | 4:33  |